# Uloborus minutus
Uloborus minutus är en spindeartl som beskrevs av Cândido Firmino de Mello-Leitão 1915. 
Uloborus minutus ingår i släktet Uloborus och familjen krusnätsspindlar. Inga underarter finns listade i Catalogue of Life.